# Fortyfikacje w Poznaniu
Fortyfikacje w Poznaniu este o arie protejată (sit de importanță comunitară — SCI) din Polonia întinsă pe o suprafață de 149,02 ha, integral pe uscat.

## Localizare
Centrul sitului Fortyfikacje w Poznaniu este situat la coordonatele 52°25′17″N 16°56′02″E / 52.4215°N 16.9338°E.

## Înființare
Situl Fortyfikacje w Poznaniu a fost declarat sit de importanță comunitară în aprilie 2004 pentru a proteja 4 specii de animale.

## Biodiversitate
Situată în ecoregiunea continentală, aria protejată nu include niciun habitat protejat.
La baza desemnării sitului se află mai multe specii protejate de  mamifere (4): liliac cârn (Barbastella barbastellus), liliac cu urechi mari (Myotis bechsteinii), liliac de iaz (Myotis dasycneme), liliac comun (Myotis myotis).